# Foresta sommersa
Con foresta sommersa ci si riferisce ai resti di alberi - specialmente radici (stumps) - che sono stati sommersi dalla trasgressione marina, cioè dall'innalzamento del livello del mare. Esempi possono essere trovati nella bassa marea intorno alla costa dell'Inghilterra e del Galles, e distanti dalla costa della Danimarca. Questi resti sono stati di solito sepolti nella fanghiglia, torba o sabbia per molte migliaia di anni, prima di essere scoperti dall'innalzamento del livello del mare e dall'erosione.